# نظام التصنيف في الشطرنج
نظام تصنيف الشطرنج (بالإنجليزية: chess rating system) هو نظام مستخدم في الشطرنج لتقدير قوة اللاعب، بناءً على أدائه مقابل اللاعبين الآخرين. يتم استخدامها من قبل منظمات مثل الاتحاد الدولي للشطرنج والاتحاد الأمريكي للشطرنج (USCF أو الشطرنج الأمريكي) والاتحاد الدولي للمراسلات الشطرنج واتحاد الشطرنج الإنجليزي. تُستخدم معظم الأنظمة لإعادة حساب التصنيفات بعد البطولة أو المباراة، لكن بعضها يستخدم لإعادة حساب التصنيفات بعد الألعاب الفردية. تطبق مواقع الشطرنج الشهيرة على الإنترنت مثل شطرنج، ليشيس، وإنترنت Chess Club أيضًا أنظمة تصنيف. في جميع الأنظمة تقريبًا، يشير الرقم الأعلى إلى وجود لاعب أقوى. بشكل عام، ترتفع تقييمات اللاعبين إذا كان أداؤهم أفضل مما كان متوقعًا وينخفض إذا كان أداؤهم أسوأ من المتوقع. يعتمد حجم التغيير على تصنيف خصومهم. نظام تصنيف إيلو هو الأكثر استخدامًا حاليًا.
تم استخدام أول نظام تصنيف حديث من قبل رابطة الشطرنج الأمريكية بالمراسلة في عام 1939. اقترح اللاعب السوفيتي أندريه خاتشاتوروف نظامًا مشابهًا في عام 1946 (Hooper & Whyld 1992: 332). أول واحد كان له تأثير على الشطرنج الدولي كان نظام Ingo في عام 1948. تبنى USCF نظام Harkness في عام 1950. بعد فترة وجيزة، بدأ اتحاد الشطرنج البريطاني في استخدام نظام ابتكره ريتشارد دبليو بي كلارك. تحول USCF إلى نظام تصنيف إيلو في عام 1960، والذي تم اعتماده من قبل الاتحاد الدولي للشطرنج في عام 1970 (Hooper & Whyld 1992: 332).

## نظام إينغو

الأمة السابقة لألمانيا الغربية

كان هذا هو نظام اتحاد الشطرنج الألماني الغربي من عام 1948 حتى عام 1992 ، والذي صممه أنتون هوسلينجر ونشر في عام 1948. تم استبداله بنظام Elo ، Deutsche Wertungszahl. أثرت على بعض أنظمة التصنيف الأخرى. إنه بسيط. يحصل اللاعبون الجدد على نقاط انطلاق عالية وثابتة.
تركز التقييمات الجديدة للاعبين على متوسط تقييم المشاركين في منافستهم: ثم إذا حققوا نتائج أفضل من مجموعة سحب صافية، فإن مطروحًا منه عدد النقاط المئوية يكون أعلى من 50٪ (على سبيل المثال، 12-4 أو 24-8 انتصارات. يتم ملاحظة نتيجة الخسارة، كما هو الحال دائمًا، على أنها نتيجة بطولة 75٪)، إذا حققت نتائج أسوأ من ذلك، تتم إضافة المبلغ مرة أخرى بالنسبة المئوية إلى متوسط درجات المشاركين في الدورة؛ وبالتالي في جميع الأحوال يتم إعادة ضبط كل اللاعبين بعد كل بطولة بشكل كامل. النتيجة هي على الأكثر اكتساب 50 نقطة أو التخلص منها في كل دورة (أي من قبل مشارك فائز كليًا أو خاسر كليًا) بعيدًا عن متوسط الدورة. على عكس أنظمة الشطرنج الحديثة الأخرى المستخدمة وطنياً، تشير الأرقام الأقل إلى أداء أفضل.